# Jim DeMint

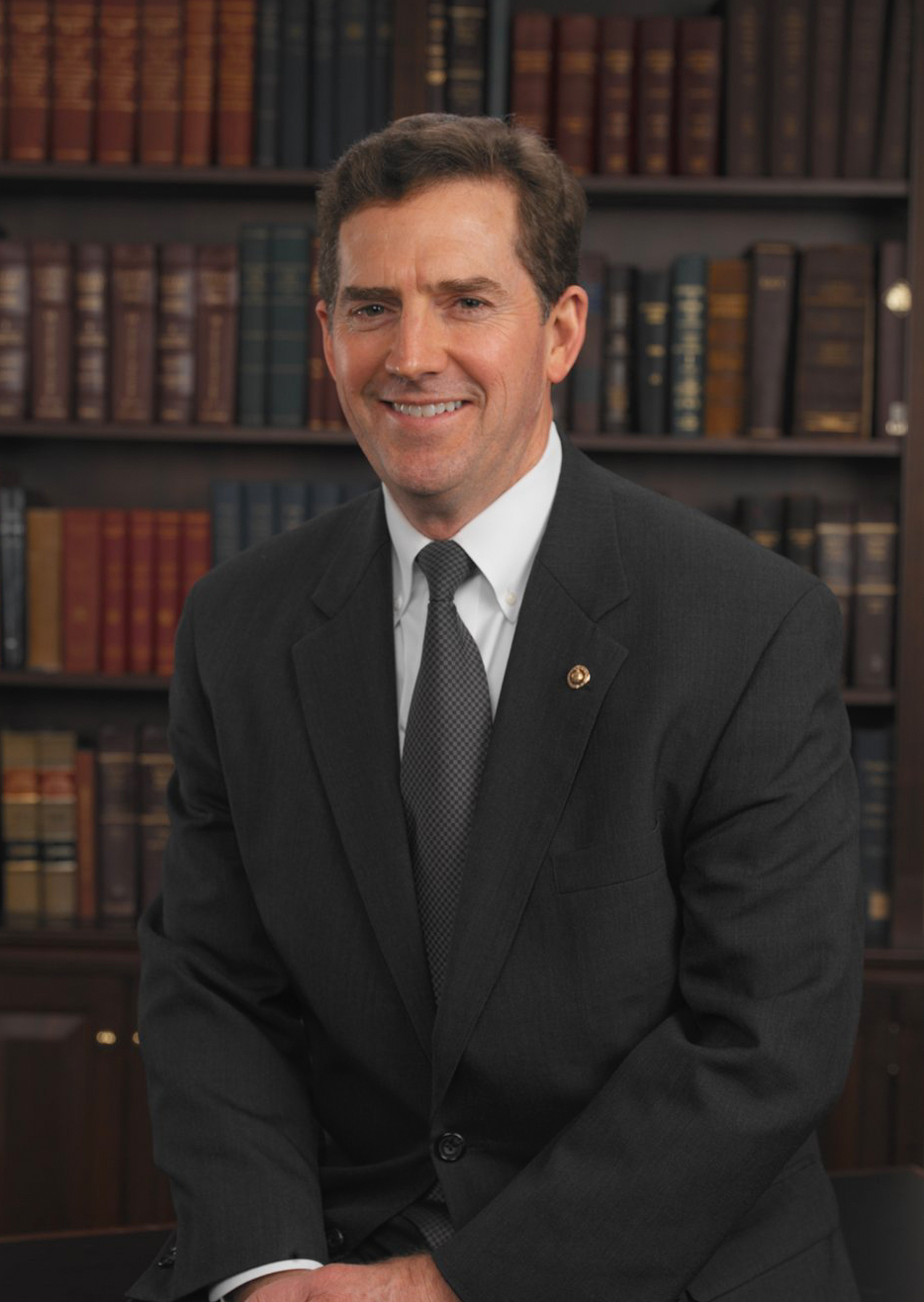
Jim DeMint

James Warren „Jim“ DeMint (* 2. September 1951 in Greenville, South Carolina) ist ein US-amerikanischer Politiker. Er ist Mitglied der Republikanischen Partei, war von 1999 bis 2005 Abgeordneter im Repräsentantenhaus der Vereinigten Staaten und von 2005 an für South Carolina im Senat der Vereinigten Staaten. Am 1. Januar 2013 trat er als Senator zurück und wurde Präsident der Heritage Foundation, eines konservativen Think Tanks. Am 2. Mai 2017 wurde er vom Kuratorium der Heritage Foundation, nachdem Managementprobleme zutage traten, nach einstimmigem Beschluss als deren Präsident entlassen. Später wurde er leitender Berater von Citizens for Self-Governance und Gründungsvorsitzender des Conservative Partnership Institute.

## Leben
Jim DeMint absolvierte ein Studium der Kommunikationswissenschaften an der University of Tennessee, das er 1973 mit einem Bachelor abschloss. 1981 machte er einen Master of Business Administration an der Clemson University. Er gründete 1983 das Marketingunternehmen DeMint Group, dessen Präsident er bis 1998 blieb.
Jim DeMint hat 1973 Debbie Henderson geheiratet, mit der er vier Kinder hat. Er ist Mitglied der Presbyterian Church in America.

## Politische Laufbahn
Von 1999 bis 2005 war DeMint Abgeordneter für den 4. Kongresswahlbezirk von South Carolina im US-Repräsentantenhaus. Er hatte das Wahlversprechen abgegeben, diese Position nur für drei Wahlperioden auszuüben, weshalb er bei der Wahl 2004 für den Posten eines Senators antrat. Ab dem 3. Januar 2005 war er ein Senator für South Carolina.
Nach seiner Wiederwahl im Jahr 2010 erklärte DeMint im Dezember 2012, dass er zu Beginn des Jahres 2013 sein Mandat als Senator niederlegen werde, um die Nachfolge von Edwin Feulner als Präsident der konservativen Denkfabrik Heritage Foundation anzutreten. Bereits zuvor hatte er seinen Verzicht auf eine mögliche dritte Amtszeit bekanntgegeben. South Carolinas Gouverneurin Nikki Haley ernannte als seinen Nachfolger den Kongressabgeordneten Tim Scott.

## Positionen
Nach einem Ranking des National Journal war DeMint im Jahr 2007 der Senator mit dem konservativsten Abstimmverhalten, 2008 belegte er den 5. Rang. Er gilt als fiskalpolitisch und sozial konservativ und lehnt Ausweitung staatlicher Ausgaben strikt ab. Während der Regierungszeiten der Präsidenten Bush und Obama lehnte er regelmäßig Ausgabensteigerungen ab und stimmte auch gegen die staatlichen Rettungsmaßnahmen (englisch bailouts) für Banken und Firmen während der Finanzkrise 2008.
Er ist Mitglied der christlich-fundamentalistischen Organisation The Family und lehnt Abtreibungen kategorisch, d. h. auch nach Inzest oder Vergewaltigung ab und tritt für das Schulgebet ein.
Nach einem versuchten Sprengstoffattentat auf ein Flugzeug durch Umar Farouk Abdulmutallab am 25. Dezember 2009 kritisierte er Präsident Obama dafür, die terroristische Gefahr heruntergespielt und immer noch keinen neuen Chef der Transportation Security Administration nominiert zu haben, gleichzeitig blockierte er aber die Berufung des von Obama vorgeschlagenen Errol Southers auf ebendiese Position.

## Veröffentlichungen
- mit J. David Woodard: Why We Whisper: Restoring Our Right to Say It's Wrong, Rowman & Littlefield. 2007.
- Saving Freedom: We Can Stop America's Slide Into Socialism. Fidelis, 2009, ISBN 978-0-8054-4957-0 (englisch).
- The Great American Awakening: Two Years that Changed America, Washington, and Me. B&H Books, 2011, ISBN 978-1-4336-7279-8 (englisch).
- Now or Never: Saving America from Economic Collapse. Center Street, 2012.
- Falling in Love with America Again.